# デル・プラド

Del Prado

デル・プラド（Del Prado）は、コレクター向けのパートワーク（分冊百科）を刊行する出版社である。1988年設立。かつての本社はスペイン・マドリードで、他にフランス、イギリス、アメリカ合衆国など23ヶ国で事業を展開していた。1994年に設立されたブラジル法人のみが唯一運営を継続し、オンラインショップでの販売業務を行なっている。
日本では2000年に日本法人としてデル・プラド・ジャパン株式会社を設立し、扶桑社と提携して15シリーズを刊行していた。2004年3月期の売上高は約19億4200万円だった。しかし、2004年11月24日に日本法人が約55億6000万円の負債を抱え自己破産したため、日本市場からは撤退している。また、この倒産劇にて扶桑社が負う債務の一部はフジテレビが負担している。一説では20億円ともいわれる。

## 主なシリーズ
- カーコレクション
- 世界の戦闘機
- 戦国覇王

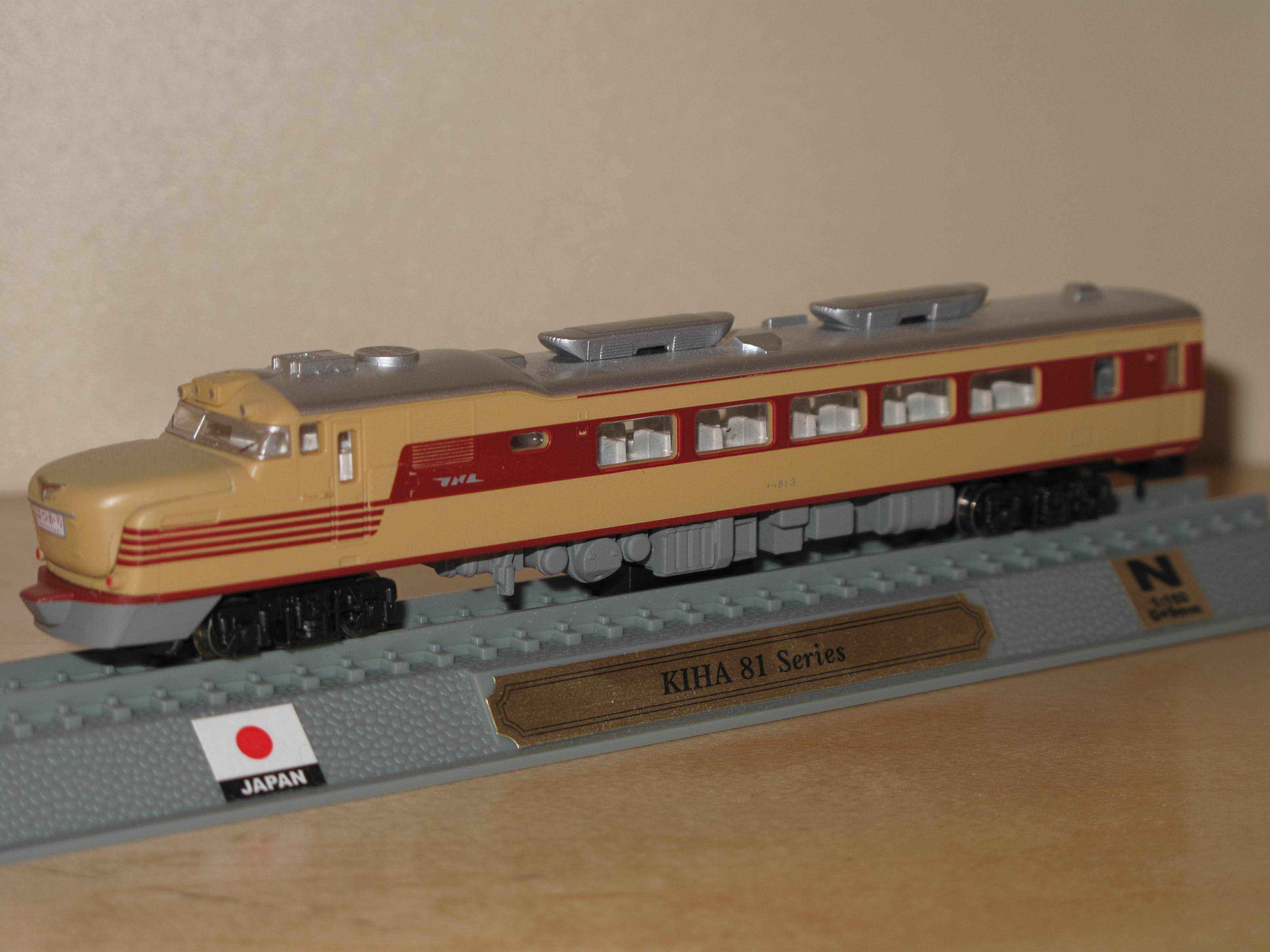
『世界の鉄道』シリーズ付録模型の一例(キハ81形)

- マイドリーム ドールハウス[注 2]
- 中世ヨーロッパを作ろう!
- ザ・バウンティ 伝説のバウンティ号をつくろう![注 2]
- 世界の鉄道
- 世界の消防車
- クラシック カフェ[注 2]
- 世界のレーシングカー[注 2]
- 世界の航空機 100年物語[注 2]
- シンフォシリーズ DVDコレクション
- バトルフィールド[注 2]

ほか